# Geitenwollen sok
De term 'geitenwollen sok' of 'geitenwollensokkentype' verwijst gewoonlijk naar een wat wereldvreemde, non-conformistische sociale hervormer.
De zegswijze is ontstaan in de jaren '60 en '70 van de 20e eeuw, toen het dragen van dikke wollen sokken – veelal in sandalen – onder maatschappij- en cultuurkritische burgers in de mode was. 